# Badminton ai II Giochi europei
Le gare di badminton ai II Giochi europei sono state disputate a Minsk dal 24 al 30 giugno 2019.

## Podi
| Evento              | Oro                                        | Argento                                                | Bronzo                                                                    |
| Singolare maschile  | Anders Antonsen                            | Brice Leverdez                                         | Raul Must Misha Zilberman                                                 |
| Singolare femminile | Mia Blichfeldt                             | Kirsty Gilmour                                         | Line Kjærsfeldt Evgeniya Kosetskaya                                       |
| Doppio maschile     | Gran Bretagna Marcus Ellis Chris Langridge | Danimarca Kim Astrup Sørensen Anders Skaarup Rasmussen | Russia Vladimir Ivanov Ivan Sozonov Paesi Bassi Jelle Maas Robin Tabeling |
| Doppio femminile    | Paesi Bassi Selena Piek Cheryl Seinen      | Gran Bretagna Chloe Birch Lauren Smith                 | Francia Émilie Lefel Anne Tran Russia Ekaterina Bolotova Alina Davletova  |
| Doppio misto        | Gran Bretagna Marcus Ellis Lauren Smith    | Gran Bretagna Chris Adcock Gabby Adcock                | Irlanda Sam Magee Chloe Magee Francia Thom Gicquel Delphine Delrue        |